# Aurensan (Gers)
Aurensan (en francès Aurensan) és un municipi francès situat al departament del Gers i a la regió d'Occitània.

## Geografia

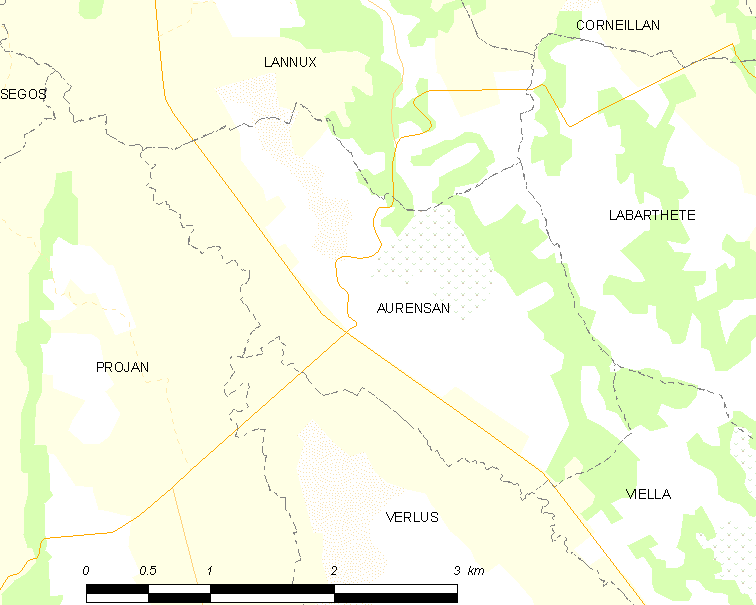
Mapa de la comuna de Aurensan

## Administració i política

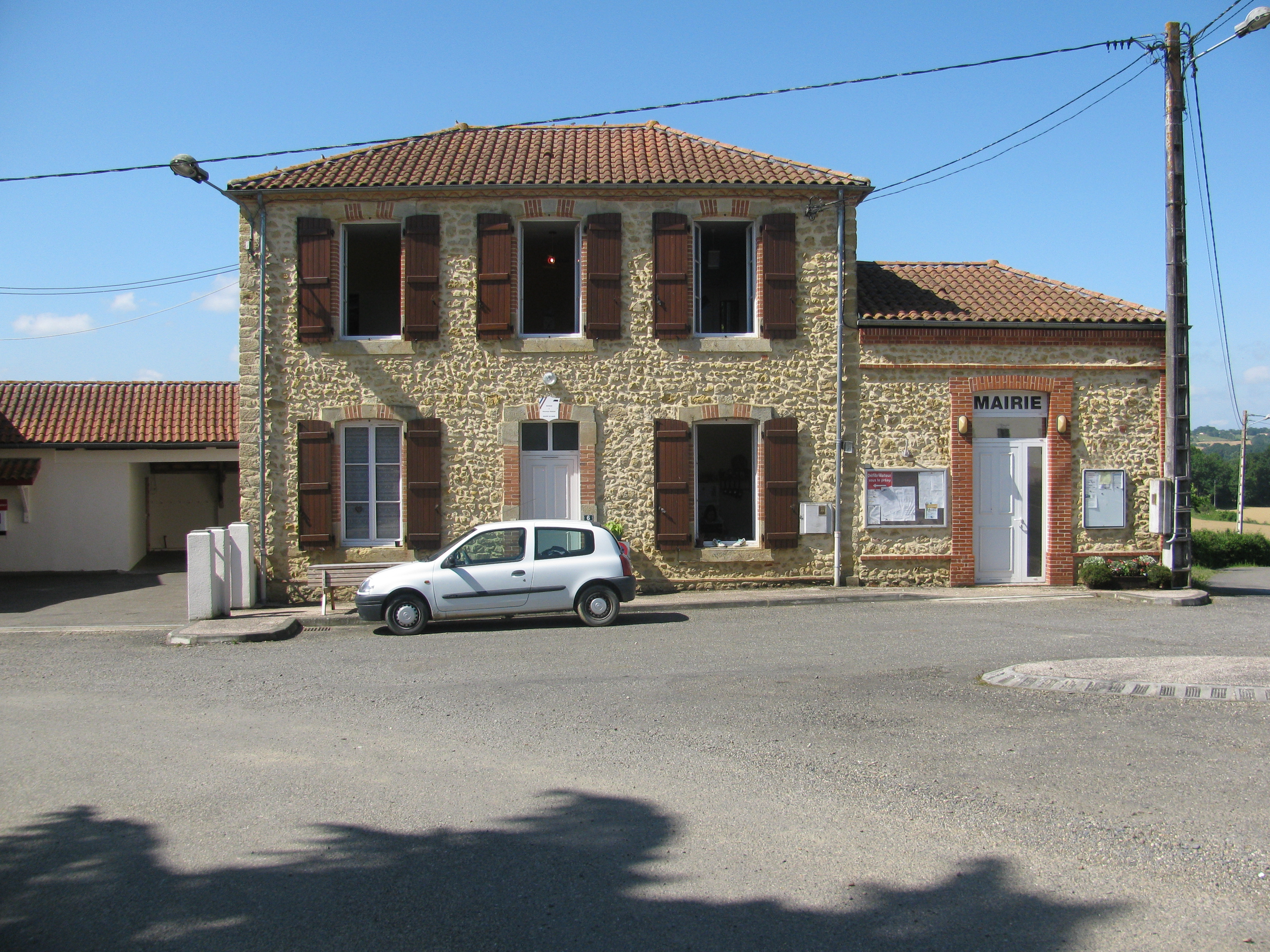
L'ajuntament

### Alcaldes
| Període   | Identitat     | Partit        |
| --------- | ------------- | ------------- |
| 2001-2008 | Robert Theux  | Divers gauche |
| 2008-     | Alain Lalanne |               |

## Demografia
| 1962                                       | 1968 | 1975 | 1982 | 1990 | 1999 | 2006 |
| ------------------------------------------ | ---- | ---- | ---- | ---- | ---- | ---- |
| 189                                        | 170  | 171  | 167  | 136  | 129  | 128  |
| Des de 1962: població sense dobles comptes |      |      |      |      |      |      |